# (16537) 1991 PF11
(16537) 1991 PF11 es un asteroide perteneciente al cinturón de asteroides, región del sistema solar que se encuentra entre las órbitas de Marte y Júpiter, descubierto el 8 de agosto de 1991 por Henry E. Holt desde el Observatorio del Monte Palomar, Estados Unidos.

## Designación y nombre
Designado provisionalmente como 1991 PF11. 

## Características orbitales
1991 PF11 está situado a una distancia media del Sol de 2,753 ua, pudiendo alejarse hasta 3,114 ua y acercarse hasta 2,393 ua. Su excentricidad es 0,131 y la inclinación orbital 8,383 grados. Emplea 1668,74 días en completar una órbita alrededor del Sol.
Pertenece a la familia de asteroides de (93) Minerva.

## Características físicas
La magnitud absoluta de 1991 PF11 es 13,62. 